# Prix Vetlesen
Le prix Vetlesen est un prix scientifique décerné pluriannuellement en sciences de la Terre et de l'Univers et remis par la fondation Vetlesen et l'université Columbia depuis 1959. 
La fondation Vetlesen est créée en 1959 à la mort de Georg Unger Vetlesen, un américain d'origine norvégienne ayant fait fortune dans la construction navale. Sa mission est d'attribuer un prix, de 100 000 USD à sa création, pour récompenser les travaux scientifiques qui permettent une meilleure compréhension des phénomènes terrestres, physiques et biologiques ainsi que leur histoire. Le prix est créé en 1959 et est décerné en moyenne une fois tous les deux ans, si le jury sélectionne au moins un candidat digne au cours de cette période. 
Il est considéré comme l'équivalent du prix Nobel pour ces domaines de recherche, au même titre que le prix Crafoord,,.  

## Liste des récipiendaires
- 2023
  - David Kohlstedt  États-Unis
- 2020
  - Anny Cazenave,  France

- 2017
  - Mark Cane,  États-Unis
  - S. George Philander,  États-Unis

- 2015
  - Robert Stephen John Sparks,   Royaume-Uni

- 2012 
  - Jean Jouzel,  France
  - Susan Solomon,  États-Unis

- 2008 
  - Walter Alvarez,  États-Unis

- 2004 
  - Sir Nicholas Shackleton,  Royaume-Uni
  - W. Richard Peltier,  Canada

- 2000 
  - William Jason Morgan,  États-Unis
  - Walter C. Pitman III,  États-Unis
  - Lynn R. Sykes,  États-Unis

- 1996 
  - Robert E. Dickinson,  États-Unis
  - John Imbrie,  États-Unis

- 1993
  - Walter Munk,  États-Unis

- 1987 
  - Wallace Smith Broecker,  États-Unis
  - Harmon Craig,  États-Unis

- 1981
  - Marion King Hubbert,  États-Unis

- 1978
  - J. Tuzo Wilson,  Canada

- 1974
  - Chaim Leib Pekeris,  Israël

- 1973
  - William A. Fowler,  États-Unis

- 1970
  - Allan V. Cox,  États-Unis
  - Richard R. Doell,  États-Unis
  - S. Keith Runcorn,  Royaume-Uni

- 1968
  - Francis Birch,  États-Unis
  - Sir Edward Bullard,  Royaume-Uni

- 1966
  - Jan Hendrik Oort,  Pays-Bas

- 1964
  - Pentti Eskola,  Finlande
  - Arthur Holmes,  Royaume-Uni

- 1962 
  - Sir Harold Jeffreys,  Royaume-Uni
  - Felix Andries Vening Meinesz,  Pays-Bas

- 1960
  - W. Maurice Ewing,  États-Unis